# Monasterio de Nuestra Señora de Sednaya
El Monasterio de Nuestra Señora de Sednaya es un monasterio del rito ortodoxo situado en Sednaya, Siria. Fue dañado durante la guerra civil de Siria. 
Es uno de los monasterios más antiguos del mundo y de la región. La Iglesia dio la bienvenida a muchos visitantes antes de la crisis de Siria, incluyendo una mezcla de diferentes religiones y etnias.
El monasterio está dirigido por una orden religiosa de monjas que se ocupan de la iglesia y de sus espacios sagrados.
Durante 2012, se informó que un rebelde sirio había entrado en la iglesia disfrazado de cristiano, y que dejó una "vela", como una forma de alabanza a Dios. El hombre más tarde fue encontrado muerto en las escaleras del monasterio. Él habría muerto de un ataque al corazón mientras se escapaba de la iglesia.
Tras la investigación, unidades de la policía y el ejército entrevistaron a las monjas. Se informó de la vela que el hombre había dejado. El ejército investigó la vela del hombre y descubrió que se trataba de una bomba de dinamita, el rebelde había querido volar la iglesia. Este es considerado por algunos uno de los "milagros" de la Iglesia.
La tradición mantiene que el monasterio fue construido por el emperador bizantino Justiniano I en 547 AD, después de haber tenido dos visiones de Santa María, una que le indicaba dónde construir la iglesia, y otra mostrándole su diseño. Justiniano dedicó el proyecto final a la fiesta del Nacimiento de la Virgen, y posteriormente, hasta la actualidad, musulmanes y cristianos conmemoran la fiesta de Nuestra Señora de Sednaya el 8 de septiembre.